# Stenocercus scapularis
Stenocercus scapularis este o specie de șopârle din genul Stenocercus, familia Tropiduridae, descrisă de Boulenger 1901. A fost clasificată de IUCN ca specie cu risc scăzut. Conform Catalogue of Life specia Stenocercus scapularis nu are subspecii cunoscute.